# Bloody Mary (Lady Gaga)
Bloody Mary è un singolo della cantautrice statunitense Lady Gaga, pubblicato il 2 dicembre 2022 come sesto estratto dal secondo album in studio Born This Way.

## Descrizione
Bloody Mary è stata scritta da Lady Gaga, Fernando Garibay e Paul Blair (in arte DJ White Shadow), che ne è anche il produttore insieme alla cantante. La prima demo del brano è stata incisa da DJ White Shadow a Sydney. Durante alcune interviste concesse nel corso della promozione di Born This Way, Lady Gaga ha affermato che il brano è fortemente ispirato dalla figura di Maria Maddalena, dalla quale l'artista è sempre stata affascinata. Il titolo Bloody Mary deriva dal nome che la stessa cantante aveva assegnato a una Rolls-Royce Corniche acquistata dal 2009, citata dall'artista come ulteriore fonte d'ispirazione per il brano.
Un remix del brano è stato inserito nell'album di remix Born This Way: The Remix, uscito nel 2011.

## Promozione

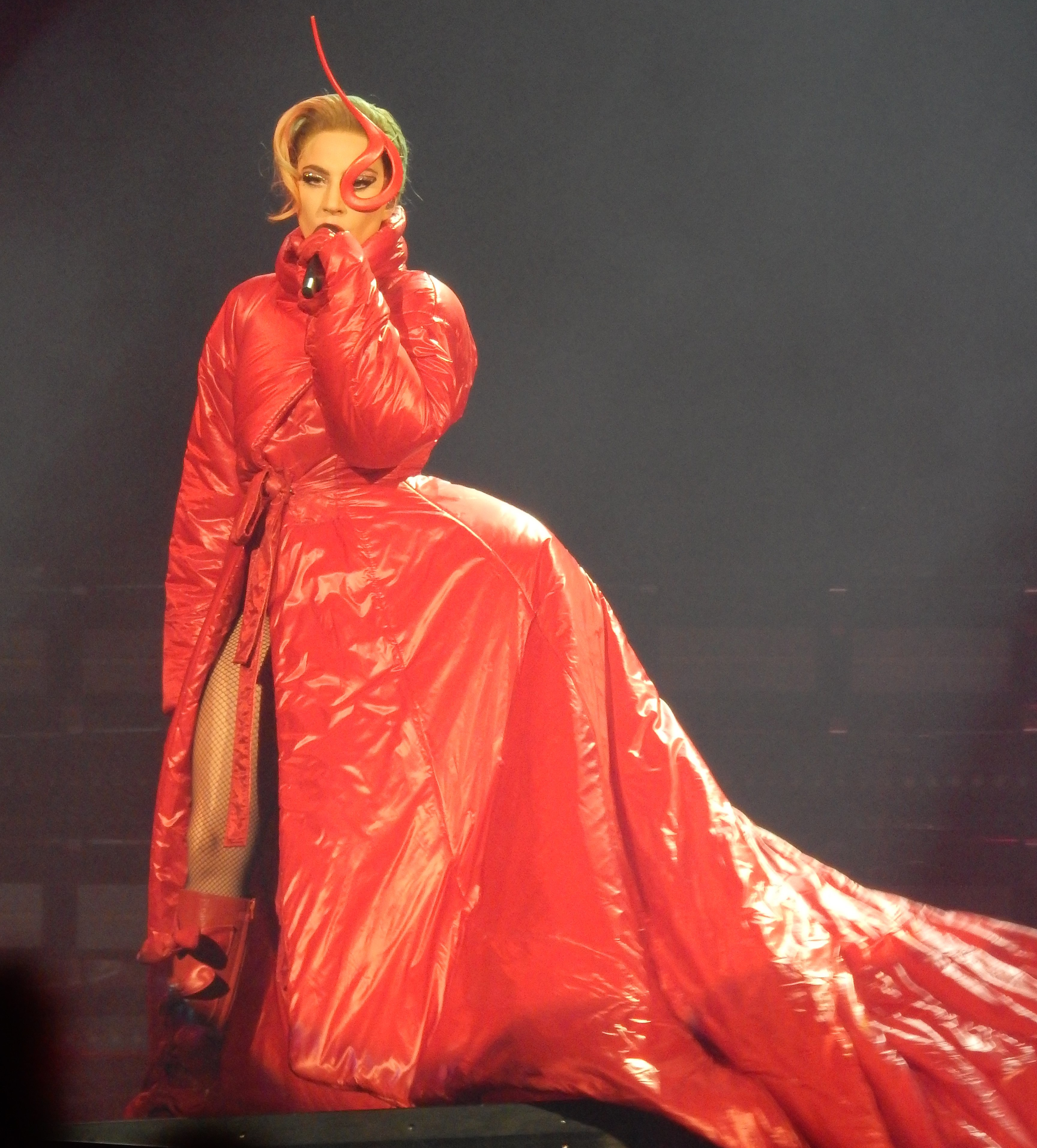
Lady Gaga mentre si esibisce sulle note di Bloody Mary durante il Joanne World Tour, 31 gennaio 2018

Sebbene durante la promozione dell'album Bloody Mary non fosse stato scelto come singolo, nel dicembre 2022 la Interscope Records ha optato per il lancio radiofonico del brano, decisione presa dopo che la canzone è diventata virale sulla piattaforma TikTok. Il brano, infatti, è stato montato da un utente in un video di una scena tratta dalla serie televisiva di Netflix Mercoledì, portandolo a entrare nelle classifiche di svariati paesi. Il brano è stato successivamente inserito all'interno del primo teaser relativo alla seconda stagione di Mercoledì. Nel video della canzone Lady Gaga balla a tempo proprio come fa Mercoledì nell’omonima serie, più in particolare nella scena del ballo di scuola.
Lady Gaga ha inserito Bloody Mary nella setlist di tre tournée: il Born This Way Ball (2011-2012), il Joanne World Tour (2017-2018) e il Mayhem Ball (2025-2026).

## Tracce
1. Bloody Mary – 4:05

## Formazione
Hanno partecipato alle registrazioni, secondo le note di copertina di Born This Way:
Musicisti
- Lady Gaga – voce, cori
- Fernando Garibay – programmazione, tastiera
- Paul Blair aka DJ White Shadow – programmazione, tastiera
- Kamau Georges – programmazione
- Clinton Sparks – tastiera

Produzione
- Lady Gaga – produzione
- Paul Blair aka DJ White Shadow – produzione
- Fernando Garibay – coproduzione
- Clinton Sparks – coproduzione
- Dave Russell – registrazione, missaggio
- Jordan Power – assistenza alla registrazione
- Paul Pavao – assistenza al missaggio
- Gene Grimaldi – mastering

## Classifiche

### Classifiche settimanali
| Classifica (2011-23) | Posizione massima |
| -------------------- | ----------------- |
| Austria              | 32                |
| Canada               | 50                |
| Francia              | 43                |
| Germania             | 31                |
| Grecia               | 10                |
| Irlanda              | 80                |
| Italia               | 20                |
| Lettonia             | 11                |
| Libano               | 1                 |
| Lituania             | 1                 |
| Lussemburgo          | 24                |
| Paesi Bassi          | 97                |
| Polonia              | 15                |
| Portogallo           | 60                |
| Regno Unito          | 22                |
| Repubblica Ceca      | 9                 |
| Slovacchia           | 12                |
| Spagna               | 96                |
| Stati Uniti          | 41                |
| Svezia               | 30                |
| Svizzera             | 29                |
| Ungheria             | 14                |

### Classifiche di fine anno
| Classifica (2023) | Posizione |
| ----------------- | --------- |
| Stati Uniti       | 99        |

## Date di pubblicazione
| Paese                 | Data di pubblicazione | Formato                | Etichetta  | Note   |
| --------------------- | --------------------- | ---------------------- | ---------- | ------ |
| Francia               | 2 dicembre 2022       | Contemporary hit radio | Universal  | [ 34 ] |
| Italia                | 23 dicembre 2022      | Contemporary hit radio | Universal  | [ 35 ] |
| Stati Uniti d'America | 17 gennaio 2023       | Contemporary hit radio | Interscope | [ 36 ] |
| Germania              | 24 marzo 2023         | 12"                    | Interscope | [ 37 ] |
| Stati Uniti d'America | 12 aprile 2023        | Download digitale      | Interscope | [ 38 ] |
| Germania              | 12 maggio 2023        | CD                     | Interscope | [ 39 ] |
| Giappone              | 12 maggio 2023        | 12"                    | Universal  | [ 40 ] |
| Canada                | 14 maggio 2023        | 12"                    | Interscope | [ 41 ] |
| Stati Uniti d'America | 14 maggio 2023        | CD                     | Interscope | [ 42 ] |
| Stati Uniti d'America | 14 maggio 2023        | 12"                    | Interscope | [ 43 ] |
| Brasile               | 14 luglio 2023        | 12"                    | Universal  | [ 44 ] |